# Skrotarna
Skrotarna är ett actiondrama för barn som sändes 2013, regisserat av Ted Kjellsson och producerat av Happy Fiction för SVT Barnkanalen. Kjellsson beskriver känslan i serien som "lite dystopisk, lite steampunk och lite Batman från 60-talet", men den har också beskrivits som "om Mad Max hade skrivits av Astrid Lindgren".

## Handling
De föräldralösa Cornelia (10 år), Kim (14 år) och Lotta (16 år) lever på Skrotkompaniet i Hedvig City och tas om hand av skrothandlaren Max Billing. På skrotkompaniet tar man tillvara gammalt och uppfinner nytt. Det kallas kreativ återvinning. Våra hjältar utvecklas till riktiga superhjältar. Med sin uppfinningsrikedom skapar de utrustning för att hjälpa polisen att bekämpa staden Hedvig Citys superskurkar. Till sin hjälp har de bland annat Birgit, som likt Knight Riders K.I.T.T. är både en bil (Volvo valp) och en superdator.

## Produktion
Inomhusscenerna spelades sommaren 2012 bland annat in i Nordiska Scenografiskolans studio i Skellefteå, medan utomhusscenerna spelades in på olika platser i Skellefteå kommun. Namnet Hedvig City kommer av det tänkta namnet på staden i Kåge, Hedvigstad. Skrotarna var efter julkalendern SVT:s näst största dramaproduktion för barn 2012.

## Avsnitt
1. Nya sheriffer i stan
2. Metamorfos och hologrammofon
3. Magnus nya kupp
4. Avmaskning och radiostyrning
5. Rena sabotaget
6. Drottning Sarko Fagers återkomst
7. General Biggboms Bom
8. 300 kilo lera och lite bajs
9. Natti natti Hedvig city
10. Kebab och kidnappning

## Skådespelare
- Iza Westman – Skrotare 1, Lotta
- Hampus Öberg Andersson – Skrotare 2, Kim
- Miranda Bergkvist – Skrotare 3, Cornelia
- Thomas Krantz – Max Billing
- Hakim Jakobsson – William Simca
- Mattias Kågström – Onkel Barbara
- David Åkerlund – Magnus
- Håkan Bengtsson – Korgo
- Alexander Karim – Zapp Mysko
- Mikael Lindgren – Hamnchefen
- Gunnar Eklund – Doktorn
- Helena Lindegren – Magda Big Boom
- Saga Esterstam – Sarko Fager
- Olle Sarri – Leopold Magnum
- Monica Lindgren – Borgmästare Agnes Von Ljung

## Teamet
- Regissör - Ted Kjellsson
- Producent - Lukas Wojarski
- Manusförfattare - Jari Hinshelwood
- Fotograf - Martin Nisser
- Scenograf - Christian Olander
- Kompositör - Oscar Fogelström
- Kostym - Mikaela Adanec
- Attribut/SFX - Niklas Hermansson
- Klippare - Nils Moström
- VFX - Ato Roléwa
- SVT Projektledare - Sanna Ekman